# لابيوباربيس ريني
لابيوباربيس ريني هو أحد أنواع الأسماك ذات الزعانف، ويلاحظ الاتحاد الدولي لحفظ الطبيعة (IUCN) على سبيل المثال أن تصنيف هذا النوع بحاجة إلى مراجعة.
هذا النوع من الأسماك مستوطن في المغرب، حيث موطنه الطبيعي هو نهري كساب وتانسيفت، على الرغم من أن هذه هي مجاري مائية رئيسية وأن الأنواع لا تزال وفيرة جدًا، إلا أن تلوث المياه (خاصة مع النفايات المنزلية) والاستخراج غير المستدام للمياه (خاصة لزراعة الري) يتسبب في انخفاض أعدادها. ولذلك تم تصنيفها على أنها ضعيفة من قبل الاتحاد الدولي لحفظ الطبيعة.